# 卡洛斯·穆尼奥斯
卡洛斯·穆尼奥斯（西班牙語：Carlos Muñoz，1959年9月8日—），墨西哥男子足球运动员，司职中场。他曾代表墨西哥国家队参加1986年国际足联世界杯，结果队伍止步八强赛。